# 刘赐 (安成侯)
劉賜（？—52年），字子琴，荊州南陽郡蔡陽县（今湖北省棗陽市）人，东汉宗室、政治人物。祖父劉利，父名不詳，兄刘显，侄子（刘显子）劉信，子劉閔，妹夫樊宏。更始帝劉玄从兄弟，漢光武帝劉秀的族兄。

## 生平
劉賜幼孤，喝醉的的釜侯亭長大骂劉玄之父劉子張，劉子張怒殺亭長。十余年後，亭長之子復仇，殺害劉玄之弟劉騫。刘显復仇殺亭長之子，刘显被捕处死。劉賜和刘显子劉信尽散家財雇刺客復仇，将亭長连同妻儿四人烧死。而後，劉賜亡命，遇赦而还。地皇三年（22年），劉縯在南陽郡舂陵反新起事，劉賜从軍，一起攻撃南陽郡湖陽。
更始元年（23年）二月，更始帝劉玄即位，任命劉賜为光祿勳，封廣漢侯。同年秋，大司徒劉縯被殺，劉賜继任大司徒，討伐汝南郡劉望、严尤、陳茂。劉賜軍事能力不足，汝南討伐陷入苦战，更始帝派他侄子奮威大将軍劉信讨平劉望。後劉賜与更始帝共入洛陽。同年九月，更始朝廷讨论派遣何人征伐河北，大司馬朱鮪反对派遣劉秀，劉賜强力推举派遣劉秀，更始帝採用了劉賜的建议。劉賜后来被任命为丞相，赴長安修繕宗廟、宮室。
更始二年（24年）二月，更始帝遷都長安，劉賜转任前大司馬，封宛王。劉賜留駐宛城，率六部兵。赤眉軍叛离更始帝，樊崇率部進攻荊州，六部兵战败逃散，劉賜不能防衛宛城，退却到南陽郡育陽。当時，育陽在邓奉支配下，劉賜受到他的庇護，更始朝廷行大将軍事陰識（陰麗華異母兄）当时是邓奉的部将。
建武元年（25年），劉賜上武关保護更始帝的妻儿，投降洛陽光武帝劉秀。建武二年（26年），劉賜被封为慎侯。建武十三年（37年），增加食邑，转封安成侯。劉賜被劉秀评价忠心甚高，受到格外的厚遇。建武二十八年（52年），劉賜去世，子劉閔继承爵位。劉闵卒，子劉商嗣，徙封为白牛侯。劉商卒，子劉昌嗣。

## 延伸阅读
[在维基数据编辑]
 《後漢書·卷14》，出自范晔《後漢書》